# Western Star
Wéstern Star Trucks (Ве́стерн Стар Тракс) — производитель коммерческих тяжелых грузовиков и запасных частей. Штаб-квартира расположена в Портленде, штат Орегон, США.

## История
Компания основана в 1967 году Семоном Эмилем Кнудсеном, сыном известного в автомобильной индустрии руководителя Вильяма Сигниуса Кнудсена (William Signius Knudsen) в качестве дивизиона компании White Motor Company. Многолетний опыт работы Семона в таких компаниях, как General Motors и Ford не прошёл даром: под его началом компания стала успешной, несмотря на убыточность головной компании.
В 1981 году Western Star Trucks вместе с другими активами головной компании переходит под контроль Вольво Тракс (Volvo Trucks), которая, таким образом, начала свою североамериканскую историю. Спустя 9 лет, в течение которых Вольво Тракс производили свои грузовики со свойственным европейским производителям грузовиков расположением высокой кабины над мотором под маркой североамериканского производителя, а Western Star Trucks по-сути была независимой компанией по реализации, последняя перешла в собственность австралийского предпринимателя Терри Пибоди. В свою очередь Пибоди смог обернуть вложенные в Western Star Trucks средства в течение 10 лет, после чего продал компанию известному североамериканскому подразделению компании Daimler, производителю грузовиков Freightliner. С этих пор начинается современная история компании.

## Текущая деятельность
На данный момент компания производит несколько моделей тяжелых грузовиков 8 класса (по североамериканской классификации) грузоподъемностью более 15 тонн. Очевидно, что бизнес Western Star Trucks нацелен на сегмент b2b, что предполагает корпоративную стратегию с прицелом на компании, создающие продукты или услуги для конечных потребителей.
Western Star Trucks создает грузовики для следующих видов деятельности:
1. Строительство (самосвалы, миксеры, автокраны);
2. Добыча полезных ископаемых (автоцистерны, газовозы, тягачи, автоводовозы);
3. Лесозаготовка (Лесовозы, самопогрузчики);
4. Буксировка и восстановление;
5. Муниципальные услуги (мусоровозы, снегоуборочная техника, эвакуаторы).

## Модельный ряд

### 4700
Бюджетный вариант, представленный в двух вариантах: SB (передняя ось расположена позади двигателя) и SF (передняя ось расположена на уровне двигателя).
Двигатель Detroit Diesel DD13 350—470 лошадиных сил.
| Параметр                | Характеристики                                       |
| ----------------------- | ---------------------------------------------------- |
| Колесная база           | 300 дюймов                                           |
| Двигатель               | Detroit Diesel DD13 350—470 лошадиных сил            |
| Колесная формула        | 4х2, 6x4                                             |
| Трансмиссия             | Eaton Fuller 9-, 10-, 11-, 13-, 15- и 18-ступенчатая |
| Ёмкость топливного бака | 23 и 49 галлонов                                     |

### 4800
548

### 4900
Грузовик Western Star 4900 — это магистральный тягач и предназначен для перевозок габаритных грузов. Он представлен в пяти вариантах: SB (передняя ось расположена позади двигателя), SF (передняя ось расположена на уровне двигателя), EX (расширенная кабина), TS (2 оси спереди), XD (для особо тяжелых условий эксплуатации) ссылка на 4900 Архивная копия от 8 октября 2014 на Wayback Machine